# خوزفا ۶۴۹

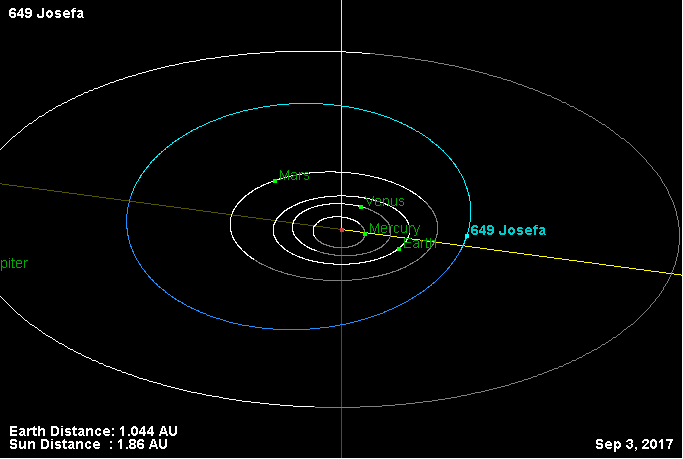
نمایی از محل قرارگیری سیارک خوزفا ۶۴۹ در مدار – ۲۰۱۷

سیارک ۶۴۹ (به انگلیسی: 649 Josefa، نامگذاری:1907AF) ششصد و چهل و نهمین سیارک کشف شده‌است که در ۱۱ سپتامبر ۱۹۰۷ و در هایدلبرگ کشف شد.
قدر مطلق سیارک برابر ۱۲٫۴۰ است.